# Szermierka na Letnich Igrzyskach Olimpijskich 2004
Szermierka na XXVIII Letnich Igrzysk Olimpijskich w Atenach rozgrywana była w dniach 14-22 sierpnia w Helliniko Olympic Complex. 

## Klasyfikacja medalowa
| Lp. | Państwo           | złoto | srebro | brąz | Razem |
| --- | ----------------- | ----- | ------ | ---- | ----- |
| 1   | Włochy            | 3     | 3      | 1    | 7     |
| 2   | Francja           | 3     | 1      | 2    | 6     |
| 3   | Węgry             | 1     | 2      | 0    | 3     |
| 4   | Rosja             | 1     | 0      | 3    | 4     |
| 5   | Stany Zjednoczone | 1     | 0      | 1    | 2     |
| 6   | Szwajcaria        | 1     | 0      | 0    | 1     |
| 7   | Chiny             | 0     | 3      | 0    | 3     |
| 8   | Niemcy            | 0     | 1      | 1    | 2     |
| 9   | Polska            | 0     | 0      | 1    | 1     |
| 9   | Ukraina           | 0     | 0      | 1    | 1     |

## Medaliści

### Mężczyźni
| Złoto                                                                | Srebro                                                           | Brąz                                                                                      |
| Floret                                                               |                                                                  |                                                                                           |
| Brice Guyart                                                         | Salvatore Sanzo                                                  | Andrea Cassarà                                                                            |
| Włochy Andrea Cassarà · Salvatore Sanzo · Simone Vanni               | Chiny Dong Zhaozhi · Wang Haibin · Wu Hanxiong · Ye Chong        | Rosja Rienał Ganiejew · Jurij Mołczan · Rusłan Nasibullin · Wiaczesław Pozdniakow         |
| Szpada                                                               |                                                                  |                                                                                           |
| Marcel Fischer                                                       | Wang Lei                                                         | Pawieł Kołobkow                                                                           |
| Francja Érik Boisse · Fabrice Jeannet · Jérôme Jeannet · Hugues Obry | Węgry Gábor Boczkó · Géza Imre · Iván Kovács · Krisztián Kulcsár | Niemcy Jörg Fiedler · Sven Schmid · Daniel Strigel                                        |
| Szabla                                                               |                                                                  |                                                                                           |
| Aldo Montano                                                         | Zsolt Nemcsik                                                    | Władysław Tretiak                                                                         |
| Francja Julien Pillet · Damien Touya · Gaël Touya                    | Włochy Aldo Montano · Giampiero Pastore · Luigi Tarantino        | Rosja Siergiej Szarikow · Aleksiej Djaczenko · Stanisław Pozdniakow · Aleksiej Jakimienko |

### Kobiety
| Złoto                                                                        | Srebro                                                   | Brąz                                                                                    |
| Floret                                                                       |                                                          |                                                                                         |
| Valentina Vezzali                                                            | Giovanna Trillini                                        | Sylwia Gruchała                                                                         |
| Szpada                                                                       |                                                          |                                                                                         |
| Tímea Nagy                                                                   | Laura Flessel-Colovic                                    | Maureen Nisima                                                                          |
| Rosja Karina Aznawurian · Tatjana Łogunowa · Anna Siwkowa · Oksana Jermakowa | Niemcy Claudia Bokel · Imke Duplitzer · Britta Heidemann | Francja Sarah Daninthe · Laura Flessel-Colovic · Hajnalka Király-Picot · Maureen Nisima |
| Szabla                                                                       |                                                          |                                                                                         |
| Mariel Zagunis                                                               | Tan Xue                                                  | Sada Jacobson                                                                           |

## Uczestnicy
W zawodach udział wzięło 223 szermierzy z 42 krajów.